# Edgar Purnell Hooley
Pour les articles homonymes, voir Hooley.
Edgar Purnell Hooley (5 juin 1860 à Swansea au Royaume-Uni - 26 janvier 1942  à  Oxford au Royaume-Uni) est le fondateur de Tarmac Group Limited, l'une des plus grandes entreprises de matériaux de construction du Royaume-Uni.
Il a déposé en 1901 le brevet du tarmac, un matériau composé de goudron et d'agrégats qui est étendu sur une surface, puis est compacté avec un rouleau compresseur.

## Famille
Il a épousé Matilda Fanny Stallard en 1884. Le couple a eu deux garçons et deux filles ; l'un de leurs enfants a été centenaire.